# 金錢龜遊戲
《金錢龜》（Money Turtle）是myidea.is開發的益智遊戲，於2010年10月18日在App Store發行第一個版本。遊戲以金融市場作為題材，模擬一個四人進行的卡片遊戲。設計者希望透過數位遊戲式學習帶出一些投資理論。

## 開發歷史
2009年初開始設計構思，最初為實物卡片遊戲。因為遊戲本身需要大量數字的運算而加入了電腦的元素，利用JavaFX成為電腦輔助遊戲。考慮到iOS平台的普及和發行上的便利，於2010年中改為在iOS平台開發。遊戲畫面使用OpenGL ES 1.1驅動，最先以iPad的顯示器大小為設計基礎。iPhone版本於同年11月推出。最新版本是iPhone Lite 3.05，取消了之前Lite版的限制及加入iAd，於2011年9月30日推出。

## 玩法
遊戲由玩家一人與三位由電腦控制的玩家以回合制進行。開始時每方玩家在100張卡片內抽出7張卡片，而卡片分為資產類或功能類。玩家可以將資產類卡片變賣出市場，也可以由市場上購入資產。資產的價格由100元開始，玩家可以使用功能類卡片去影響資產類卡片的價格，從而提高或降低玩家的資產價值。當100張卡片都已被抽，而所有功能類卡片都已使出時，各玩家將手上所有資產賣出。擁有最多金錢的一方則成為勝出者。

## 游戏风格
部分卡片內容以香港為主題，例如丁蟹效應及沙士。

## 运营情况
遊戲與am730合作，於2011年1月19日至2月27日舉行比賽並在比賽期間推出比賽專用版本。除了加入提交得分的功能，專用版本在玩家使用指定功能類卡片時會同時顯示過去一版相關的報導。